# Мойца Кумердей
Мойца Кумердей (на словенски: Mojca Kumerdej) е словенска писателка, философ и литературен критик.

## Биография и творчество
Мойца Кумердей е родена през 1964 г. в Любляна, Социалистическа република Словения, СФРЮ. Завършва философия и социология на културата във Факултета по изкуствата в Люблянския университет. След дипломирането си работи в културната редакция на официалния словенски вестник „Дело“, в който пише за съвременния танц, театър, пърформанс, филми и литература. Работи също като драматург и участва в няколко театрални и танцови представления.
Първият ѝ роман „Кръст над Триглав“ (Krst nad Triglavom) е издаден през 2001 г. Той е хумористична и иронична пародия на словенските културни и литературни традиции (в епико-лирическа поема на поета Франце Прешерн, „Кръст при Савичи“), като интерпретира стереотипи от словенския фолклор и вплита легендата за изчезналия и отново намерен гъбар, когото уж са отвлекли извънземните.
Следват двата ѝ сборника с разкази „Фрагма“ за отношенията между мъже и жени, издаден през 2003 г. и „Тъмна материя“ от 2011 г. Сборникът „Тъмна материя“ получава две награди – словенска и сръбска („Кокичево перо“).
Произведенията ѝ са преведени на повече от десет езика, а разказите ѝ са публикувани в различни местни и чуждестранни литературни списания и антологии. Печели и наградата Crystal Vilenica през 2006 г., която се присъжда като част от Международния литературен фестивал във Венеция за разказа „Под повърхността“ (Pod gladino).
Вторият ѝ роман „Жътвата на Хронос“ е издаден през 2016 г. Действието на историята се развива през 16-ти век в земите на Вътрешна Австрия, днешна Словения, област, измъчвана от постоянни междуособици и борба за надмощие между местната протестантска аристокрация и властващата католическа Хабсбургска династия, време на интриги, взаимни обвинения в ерес, политически машинации и изгаряния на кладата, епоха, родила палачи и жертви в името на Бог, на суверена или на общото благо, но и време на необикновени личности, които вярват, че светът може да бъде променен към по-добро. Романът е отличен с наградата на словенската критика „Критишко сито“ за книга на годината и наградата „Прешерн“ за най-високо постижение в сферата на изкуството на Словения за 2017 г.
През 2008 г. получава едномесечна стипендия за писателската резиденция в Дома на литературата в Кремс, а през 2014 г. за резиденцията в Грац. През 2016 г. немската фондация Brandenburger Tor и предоставя двумесечно пребиваване в програмата Literary Tandem в Берлин.
Мойца Кумердей живее със семейството си в Любляна.

## Произведения

### Самостоятелни романи
- Krst nad Triglavom (2001)[1]
- Kronosova žetev (2016)
Жътвата на Хронос, изд.: ИК „Парадокс “, София (2021), прев. Георги Стойчев
- Gluha soba (2022)

### Сборници
- Fragma (2003)[4]
- Temna snov (2011)
Тъмна материя, изд.: „Наука и изкуство“, София (2017), прев. Ганчо Савов

### Екранизации
- 2008 Ljubezen je energija – тв филм